# Bulbophyllum silentvalliensis
Bulbophyllum silentvalliensis är en orkidéart som beskrevs av Mahendra P. Sharma och S.K.Srivast. Bulbophyllum silentvalliensis ingår i släktet Bulbophyllum och familjen orkidéer. Inga underarter finns listade i Catalogue of Life.